# Pardosa ovambica
Pardosa ovambica este o specie de păianjeni din genul Pardosa, familia Lycosidae, descrisă de Roewer, 1959.
Este endemică în Namibia. Conform Catalogue of Life specia Pardosa ovambica nu are subspecii cunoscute.